# أتشافاليت
الأتشافاليت بالإنجليزية (Achávalite) هو معدن سيلينيدي في مجموعة النيكل. تم العثور عليه منجم أرجنتيني واحد، واكتشف لأول مرة في عام 1939 في رواسب سيلينايد. في منجم كاشوتا، ميندوزا، الأرجنتين .